# Mammillaria rodhantha aureiceps
 Mammillaria rodhantha subsp. aureiceps es una biznaga de la familia de los cactos (Cactaceae). La palabra Mammillaria viene del latín mamila: pezón o teta, y de aria: que posee, lleva; es decir, ‘que lleva mamilas’, refiriéndose a los tubérculos.

## Nombres comunes
- Español: biznaga de cabezas áureas.[3]

## Clasificación y descripción de la especie
Es un cactus que tiene regularmente crecimiento simple, es decir, que no se ramifica. Es de forma globosa a cilíndrica de 8 a 10 cm de diámetro. Las protuberancias del tallo (tubérculos) son de color verde oscuro y presentan jugo semilechoso; el espacio entre ellos (axilas) poseen lana y cerdas (pelos). Los sitios en los que se desarrollan las espinas se denominan aréolas. En esta especie tienen forma circular, con más o menos 35 espinas; 6 de ellas se localizan en el centro de la aréola (centrales) y son de color dorado y más largas y gruesas que las espinas amarillo oro de la orilla (radiales). Las flores son pequeñas y tienen forma de embudo; miden 20 mm de longitud y son de color rojo pálido. Los frutos tienen forma de chilitos, son rojos y las semillas de color pardo. Es polinizada por insectos y se dispersa por semillas.

## Distribución
Es endémica de México, se distribuye en el estado de México y en el Distrito Federal, en la sierra de Guadalupe.

## Hábitat
Se desarrolla alrededor de los 2600 m s. n. m., en matorrales xerófilos.

## Estado de conservación
Debido a sus características, esta especie ha sido extraída de su hábitat para ser comercializada de manera ilegal, aunque no se tiene cuantificación del daño que esto ha producido a las poblaciones. Se considera en la categoría Sujeta a Protección Especial (Pr) en la Norma Oficial Mexicana 059. En la lista roja de la UICN se considera en la sinonimia de Mammillaria rhodantha, como Preocupación Menor (LC).

## Importancia cultural y usos
Ornamental